# Toni Francesc
Toni Francesc (Badalona, Barcelona, Cataluña; 1966) es un diseñador español.

## Biografía
Nació en Badalona, Barcelona y desde muy pequeño sintió inquietud por la moda, ya que se crio entre hilos y patrones en el taller de sucumplió la mayoría de edad empezó a estudiar en el Instituto de la moda de Barcelona y enseguida se puso a trabajar en la empresa familiar, dónde más tarde crearía su propia línea.
Presentó su primera colección en la Fashion Week de México y en Bread & Butter en 2007, destacando un estilo fresco y dinámico con prendas muy funcionales pensadas para una mujer muy moderna, urbana y sofisticada.
Toni busca la inspiración en la cotidianidad, en la calle y la gente, y luego interpreta lo que ve en su estudio:”a través de mis diseños quiero comunicar las vivencias del momento”. De ahí algunas de sus colecciones más personales como “Sentimientos” o “Water’s Mood”, en las que a través de sus creaciones daba un mensaje humano y cercano.
Basa su trabajo en la experimentación, desde los tejidos hasta los patrones:”quiero conseguir la sencillez y a la vez lo imposible, que una prenda se vea fácil aunque no lo sea” y su estilo se reconoce en colores sobrios y volúmenes destacados y desafiantes, pero resaltando el lado más femenino de la mujer.
Actualmente presenta sus colecciones en las pasarelas de Mercedes Benz Fashion Week de Nueva York y México, pero también ha desfilado  en Cibeles Madrid fashion Week o en la Russian Fashion Week.
Sus prendas se venden en canales multimarca y dispone de showrooms de ventas en las capitales más importantes de España, además de showroom permanente en Nueva York.
Toni ha dado conferencias sobre moda y empresa en algunas universidades mexicanas y también ha participado en una mesa redonda en colaboración con la Cámara de Comercio España-USA y Fashion Institute of Technology (FIT) en Nueva York.